# Michael Storer
Michael Storer   (Perth, 28 de febrer de 1997) és un ciclista australià, professional des del 2017, actualment a l'equip Tudor Pro Cycling Team. S'ha proclamat campió nacional i d'Oceania en categories inferiors. El 2021 va fer un salt significatiu en la seva carrera esportiva, tot guanyant la general del Tour de l'Ain i dues etapes i la general de la muntanya a la Volta a Espanya.

## Palmarès
- 2014
  -  Campió d'Oceania júnior en contrarellotge
- 2015
  -  Campió d'Oceania júnior en contrarellotge
  -  Campió d'Austràlia júnior en ruta
  - Vencedor d'una etapa a l'Aubel-Thimister-La Gleize
- 2016
  -  Campió d'Oceania sub-23 en ruta
  - 1r al Gran Premi de Poggiana
  - 1r al Gran Premi de la Indústria del marbre
- 2017
  - Vencedor d'una etapa a l'An Post Rás
- 2021
  - 1r Tour de l'Ain i vencedor d'una etapa
  - Vencedor de 2 etapes a la Volta a Espanya i  1r del Gran Premi de la muntanya
- 2021
  - 1r Tour de l'Ain i vencedor d'una etapa
- 2025
  - 1r al Tour dels Alps i vencedor d'una etapa
  - Vencedor d'etapa a la París-Niça

### Resultats a la Volta a Espanya
- 2018. 117è de la classificació general
- 2019. 99è de la classificació general
- 2020. 40è de la classificació general
- 2021. 40è de la classificació general. Vencedor de 2 etapes i  1r del Gran Premi de la muntanya
- 2023. 45è de la classificació general

### Resultats al Giro d'Itàlia
- 2021. 31è de la classificació general
- 2024: 10è de la classificació general
- 2025: 10è de la classificació general

### Resultats al Tour de França
- 2022. 35è de la classificació general
- 2025. 42è de la classificació general